# Jinh Yu Frey
Jinh Yu Frey (ur. 20 maja 1985) – amerykańska zawodniczka MMA koreańskiego pochodzenia. Występuje w Invicta FC w wadze atomowej. Jest mistrzynią tej organizacji.

## Życie prywatne
Urodzona w Arkansas i wychowana w Teksasie, Jinh Yu Frey jest wykształconą kobietą: studiowała radiologię na Midwestern State University, następnie uzyskała tytuł magistra na University of Texas at Arlington. Jinh Yu Frey jest zamężna, a jej koleżanką jest amerykańska zawodniczka MMA tajskiego pochodzenia Michelle Waterson.